# The Sorrow (groupe)
Pour les articles homonymes, voir Sorrow.
The Sorrow est un groupe autrichien de metalcore, originaire du Vorarlberg.

## Histoire
Le groupe se forme en 2005. Mathias « Mätze » Schlegel et Andreas  « Andi » Mäser jouent dans le groupe Disconnected tandis que Dominik « Dewey » Immler et Tobias « Tobi » Schedler sont dans le groupe punk hardcore Distance. Dominik rejoint Disconnected puis Tobi remplace le bassiste. Le groupe change alors de nom.
En 2006, The Sorrow signe un contrat avec Drakkar Entertainment. Le 27 juillet 2007 sort son premier album Blessings from a Blackened Sky. Quelques jours plus tard, le groupe participe au Wacken Open Air. À l'automne, il fait une tournée européenne avec DevilDriver. En février 2008, il est la tête d'affiche de la tournée en compagnie de Misery Speaks et de Grantig. Le mois suivant, il parcourt l'Europe avec Chimaira. Le 13 juin 2008, le groupe est le premier à jouer au Nova Rock Festival.
Le 27 février 2009, le deuxième album Origin of the Storm est publié. Le groupe remporte l'Amadeus Austrian Music Award dans la catégorie "Hard&Heavy".

## Discographie
- 2007: Blessings from a Blackened Sky (Drakkar Records)
- 2009: Origin of the Storm (Drakkar Records)
- 2010: The Sorrow (Drakkar Records)
- 2012: Misery Escape (Napalm Records)